# صديقتي أنجيلا المتكلمة (تطبيق)
صديقتي أنجيلا المتكلمة (بالإنجليزية: Talking Angela)‏ هو تطبيق متحدث افتراضي تم إصداره بواسطة آوت فيت 7 وتتكون اللعبة من شخصية قطة بيضاء تدعى أنجيلا وبإمكانك التحدث معها عن طريق ميزة التحدث وإلباسها ملابس مميزة.
أنتشرت لعبة أنجيلا المتكلمة بصورة واسعة وهي لعبة أطفال على الهواتف الذكية عبارة عن قطة تقلد الطفل، وتردد ما يقوله، وهى لعبة يحبها الأطفال ويقوم الأباء بتحميلها على الهواتف الذكية لتسلية أبنائهم. تم إصدار اللعبة في عام 2012.

## نبذة عن التطبيق
لعبة صديقتي أنجيلا المتكلمة مشابهة لغيرها من ألعاب شركة آوت فيت 7 مثل لعبة صديقي توم المتكلم. تتكون اللعبة عن قطة صغيرة تدعى أنجيلا، أنجيلا صغيرة في البداية ولكن عندما يزداد الاعتناء بها وتلبية أحتياجاتها ستتطور أنجيلا وستصل إلى مستوى جديد (الذي موضح بدائرة) وكلما تخطت أنجيلا 5 مستويات يزداد عمرها وتفتح ميزات أخرى ويمكن تغيير الديكور والأثاث المنزلية والملابس وشراء الطعام كما ويمكن اللعب الألعاب الموجودة في غرفة المعيشة وملئ كتاب الملصقات وغيرها من الأمور ويمكن ملئ الطاقة عن طريق جعل أنجيلا تنام.

## إتهامات
إلا أنه ظهرت الكثير من التحذيرات حول اللعبة ومدى خطورتها على الطفل، وترصد «فيتو» تلك المعلومات وعما إذا كانت صحيحة أم خاطئة.
1- تصوير الطفل لأعمال مشبوهة
تنتشر الكثير من الشائعات حول تصوير الأطفال من خلال التطبيق ونشر صورهم على مواقع مشبوهة، أو المساعدة على خطف الطفل، وهى معلومات خائطة يتم الترويج لها دون وجود أحداث حقيقة تثبتها.
التطبيق يوجد به خاصية التقاط الصور، إلا أنه يمكن إلغاء تلك الخاصية حتى يطمئن المستخدم إلى اللعبة.
2- تحرض على العنف
حيث يقوم الطفل بضرب القطة ما يتسبب في سقوطها، وهو أمر حقيقى، بالإضافة إلى أن الاستخدام المفرط للهواتف الذكية يشكل خطر على وعى وسلوك الطفل، لذا يفضل استخدامه عدد ساعات محدد أو منع الهواتف تماما عن الأطفال.
3- انتهاك الخصوصية
يقوم التطبيق بطلب معلومات شخصية حول المستخدم مثل الاسم والسن والسكن، وهو عيب يتواجد في كافة مواقع التواصل الاجتماعى ومحركات البحث، حيث تسعى إلى تقديم خدمات أفضل عن طريق الحصول على بيانات المستخدم وتحليلها، وهو ما يعد انتهاك كبير للخصوصية.
4- وضعية الطفل "Child Mode"
هذه اللعبة غير قاصرة على الأطفال فقط، فيلعبها الكثير من الراشدين، لذا ستجد العديد من العادات السيئة من التدخين أو شرب خمور في ألعاب أخرى مرتبطة بتلك اللعبة، إلا أن القائمين على اللعبة قاموا بإضافة خاصية "Child Mode"، وهى خاصية يتم تفعيلها على اللعبة ليناسب المحتوى سن الطفل.
5- ارتباط اللعبة بيوتيوب
ترتبط اللعبة بموقع يوتيوب، فمن خلال الضغط على المشاهدة يتم فتح موقع يوتيوب وعرض لقطات للعبة أنجيلا، وتم صناعة تلك اللقطات بالتعاون بين شركة آوت فيت 7 المنتجة للعبة، وديزنى، وهى مشاهد آمنة إلا أنه من الأفضل متابعة الطفل عند فتحه ليوتيوب أو استخدام الهواتف لضمان عدم ظهور محتوى سيئ قد يضر بالطفل.

## الشهرة
أصبحت اللعبة مشهورة بعد إنتشار الشائعات حيث تخطت 100 مليون عملية تنزيل.

## إثارة الجدل
في عام 2014، انتشرت شائعات توحي بأن تطبيق أنجيلا المتكلمة تم برمجته بواسطة متحرشين بالاطفال للتتبع الأطفال حيث تشجع الطفل على إعطاء أنجيلا معلوماته الشخصية بما في ذلك عنوانه ويتم مراقبة الأطفال بواسطة عيون أنجيلا الذي تم إعداده بواسطة عصابة بيدوفيلية.
إنتشرت هذه الشائعات على الفيسبوك كما إنتشرت شائعات توحي بإختفاء طفل بسبب التطبيق وتم إدعاء أن هذه الشائعات صحيحة وصدقها مستخدمي اليوتيوب ومستخدمي متجر بلاي وآب ستور.
لاحقاً تم فضح هذه الشائعات بواسطة مالكي Snopes.com حيث حاولا استجابة ردود تطلب المعلومات الشخصية لكنهما لم ينجحا، حتى عندما طرحوا أسئلة جنسية صريحة في حين أنه من الصحيح أن عند إطفاء وضع الأطفال تطلب آنجيلا اسم المستخدم والعمر والتفضيلات لتناسب الموضوعات المحادثة، وقالت آوت فيت 7 بأن هذه معلومات «مجهولة المصدر» وبأن المعلومات الشخصية التي يعطيها اللاعب لأنجيلا يتم إزالتها، من المستحيل أيضاً أن يتحكم شخص فيما تقوله أنجيلا لأن التطبيق يعتمد على برنامج دردشة روبوت تمت برمجته بواسطة آوت فيت 7.
في عام 2016، تم حذف ميزة الدردشة من اللعبة بسبب الشائعات التي كانت حول اللعبة.

### التاثير
عزز الخوف بشكل كبير على شعبية اللعبة مما جعل اللعبة ضمن أفضل 10 تطبيقات مجانية منذ إنتشار أجهزة الآيفون بعد إنتشار الشائعات والثالث الأكثر شعبية من بين تطبيقات الآيفون.